# Wodziczna (Trzcinica)
Wodziczna (deutsch Wodziczno, 1939–1945 Führheim) ist eine Ortschaft mit einem Schulzenamt der Landgemeinde Trzcinica im Powiat Kępiński der Woiwodschaft Großpolen in Polen.

## Geschichte
Anfänglich gehörte das Gebiet um Ostrzeszów und Kępno politisch zu Schlesien, wurde aber am wahrscheinlichsten um das Jahr 1146 zum Teil Großpolens. Aus dieser Zeit rührte die bis 1821 bestehende Zugehörigkeit zum Bistum Breslau.
Der Ort wurde um das Jahr 1400 als ein entvölkertes Dorf erstmals urkundlich erwähnt, um das Jahr 1557 als eine neuangelegte Stadt (ex nova radice) benannt, aber 1670 nur als ein Dorf.
1401 wurde das Gebiet von Ostrzeszów vom polnischen König dauerhaft an das Weluner Land angeschlossen. Ungefähr ab dem Jahr 1420 gehörte es der Woiwodschaft Sieradz.
Im Zuge der Zweiten Polnischen Teilung kam der Ort 1793 an Preußen. Nach dem Ende des Ersten Weltkriegs kam Wodziczna zu Polen, Woiwodschaft Posen. Beim Überfall auf Polen 1939 wurde das Gebiet von den Deutschen besetzt und dem Landkreis Kempen im Reichsgau Wartheland zugeordnet.
Von 1975 bis 1998 gehörte Wodziczna zur Woiwodschaft Kalisz.